# Єпархіальні відомості Російської імперії
«Єпархіальні відомості», «Епархіальныя вѣдомости» — офіційні друковані органи єпархій РПЦ у Російській імперії. Друкувалися російською мовою. Ініціатива видання таких відомостей та розробка їх програмних засад належать архієпископу Херсонському й Таврійському Інокентію (Борисову).
В Україні відомості місцевих єпархій виходили 1860—1918 з періодичністю 2–4 випуски на місяць. Складалися з 2-х частин. У 1-й — офіційній — друкувалися переважно постанови та розпорядження царського уряду, Святейшего Синоду, єпархіального керівництва. У 2-й — неофіційній — матеріали суто релігійного змісту (промови, повчання, бесіди, роз'яснення Святого Письма тощо), статті з питань всесвітньої та місцевої історії, археології, етнографії, біографічні нариси та некрологи, бібліографічні огляди, повідомлення про ювілейні урочистості й поточні події.
Значне місце на шпальтах багатьох видань займали матеріали краєзнавчого характеру, історико-статистичні описи єпархій, міст, сіл, церков, монастирів, парафій. Багато публікацій містило цінні фактологічні дані, відомості історико-етнографічного, географічного, топонімічного змісту щодо окремих регіонів і населених пунктів, пам'яток місцевої історії та культури, археологічних розкопок і археологічних з'їздів, діяльності світських і духовних навчальних закладів, православних братств, церковно-археологічних й історико-краєзнавчих товариств, комітетів, комісій, давньосховищ, музеїв і т. ін., що сприяло розвитку в Україні історичного краєзнавства і його церковного напряму.
Серед редакторів і авторів відомостей було чимало відомих учених, краєзнавців, діячів церкви: О.Андріяшев, М.Петров, М.Теодорович, М.Трипільський, О.Фотинський (Волынские епархиальные ведомости), П. та Ф. Лебединцеви, І.Малишевський, М.Максимович, М.Петров («Киевские епархиальные ведомости») М.Доронович, Ю.Сіцінський, М.Симашкевич, П.Троїцький, М.Яворовський (Подольские епархиальные ведомости), І.Павловський, М.Сагарда («Полтавские епархиальные ведомости»), П.Добровольський, Г.Милорадович, архієпископ Філарет Гумілевський («Черниговские епархиальные ведомости») та ін.